# Fatty docteur
Pour plus de détails, voir Fiche technique et Distribution.
Fatty docteur (titre original : Oh Doctor!) est une comédie burlesque américaine réalisée par Roscoe Arbuckle, sortie en 1917.

## Synopsis
Fatty se rend au champ de courses avec sa femme et son fils. Il y rencontre une jeune femme qui est hélas accompagnée de son mari. À la suite d'un mauvais tuyau sur la course, Fatty et le mari se retrouvent fauchés. Le mari a dès lors une idée : il convainc sa femme d’appeler le docteur Fatty afin de lui laisser la voie libre pour commettre un larcin chez ce dernier. Heureusement pour tout le monde, Junior veille au grain et le subterfuge est vite repéré…

## Fiche technique
- Titre : Fatty docteur
- Titre original : Oh Doctor!
- Réalisation : Roscoe Arbuckle
- Scénario : Jean C. Havez et Joseph Anthony Roach
- Photographie : George Peters
- Montage : Herbert Warren
- Producteur : Joseph M. Schenck
- Société de production : Comique Film Corporation
- Distribution : Paramount Pictures
- Pays d'origine :  États-Unis
- Langue : intertitres anglais
- Format : Noir et blanc — 35 mm — 1.33:1 — Muet
- Genre : Comédie, Film burlesque
- Durée : 23 minutes
- Dates de sortie :
  - États-Unis : 30 septembre 1917
- Licence : Domaine public

## Distribution
- Roscoe "Fatty" Arbuckle : Dr. Fatty Holepoke
- Al St. John : joueur
- Buster Keaton : Junior Holepoke
- Alice Mann : vamp
- Alice Lake : serveuse